# Albert Büche
Albert Büche (ur. 1911, zm. ?) – szwajcarski piłkarz, reprezentant kraju, grający na pozycji napastnika.

## Kariera klubowa
Büche w latach 1929–1939 reprezentował barwy klubu FC Nordstern Basel, grającego na poziomie Nationalligi A.
| Sezon   | Klub               | Kraj       | Liga         | Mecze | Gole |
| ------- | ------------------ | ---------- | ------------ | ----- | ---- |
| 1929/30 | FC Nordstern Basel | Szwajcaria | Nationalliga |       |      |
| 1930/31 | FC Nordstern Basel | Szwajcaria | Nationalliga |       |      |
| 1931/32 | FC Nordstern Basel | Szwajcaria | Nationalliga |       |      |
| 1932/33 | FC Nordstern Basel | Szwajcaria | Nationalliga |       |      |
| 1933/34 | FC Nordstern Basel | Szwajcaria | Nationalliga |       | 27   |
| 1934/35 | FC Nordstern Basel | Szwajcaria | Nationalliga |       | 20   |
| 1935/36 | FC Nordstern Basel | Szwajcaria | Nationalliga |       |      |
| 1936/37 | FC Nordstern Basel | Szwajcaria | Nationalliga |       | 13   |
| 1937/38 | FC Nordstern Basel | Szwajcaria | Nationalliga |       | 12   |
| 1938/39 | FC Nordstern Basel | Szwajcaria | Nationalliga |       | 9    |

## Kariera reprezentacyjna
Büche po raz pierwszy w reprezentacji zagrał 29 marca 1931 w spotkaniu przeciwko reprezentacji Włoch, zakończonym remisem 1:1. Wszystkie mecze rozegrane przez Büchego dla Helwetów odbyły się w 1931. Ostatnim meczem w kadrze tego zawodnika było spotkanie z 29 listopada 1931, a rywalem była Austria. Mecz zakończył się porażką Szwajcarów aż 1:8.
W 1934 został powołany na Mistrzostwa Świata. Razem z ekipą osiągnął na włoskim turnieju ćwierćfinał, cały turniej będąc zawodnikiem rezerwowym. Łącznie dla Szwajcarii zagrał w 5 spotkaniach i strzelił 2 bramki.
| Mecze i gole w reprezentacji | Mecze i gole w reprezentacji | Mecze i gole w reprezentacji | Mecze i gole w reprezentacji | Mecze i gole w reprezentacji | Mecze i gole w reprezentacji | Mecze i gole w reprezentacji |
| #                            | Data                         | Miasto                       | Przeciwnik                   | Gol                          | Wynik                        | Rozgrywki                    |
| ---------------------------- | ---------------------------- | ---------------------------- | ---------------------------- | ---------------------------- | ---------------------------- | ---------------------------- |
| 1.                           | 29.03.1931                   | Berno                        | Włochy                       |                              | 1:1                          | Puchar Europy Centralnej     |
| 2.                           | 24.05.1931                   | Genewa                       | Szkocja                      | Gol                          | 2:3                          | towarzyski                   |
| 3.                           | 13.06.1931                   | Praga                        | Czechosłowacja               | Gol                          | 3:7                          | Puchar Europy Centralnej     |
| 4.                           | 16.06.1931                   | Wiedeń                       | Austria                      |                              | 0:2                          | towarzyski                   |
| 5.                           | 29.11.1931                   | Bazylea                      | Austria                      |                              | 1:8                          | Puchar Europy Centralnej     |